# Чаньва
Ча́ньва (в верховье Рассоха) — река в России, протекает по Александровскому району Пермского края. Устье реки находится в 183 км по левому берегу реки Яйва. Длина реки составляет 70 км, площадь водосборного бассейна 733 км².
Генеральное направление течения — северо-запад. Всё течение реки проходит по ненаселённой местности среди холмов, покрытых тайгой. Ширина реки составляет 15-30 метров. Впадает в реку Яйва чуть ниже деревни Верх-Яйва.
Течение носит горный характер с крупными перепадами высот на всём протяжении. Русло лежит в глубокой скалистой долине. В прибрежных скалах большое количество крупных пещер, наиболее известны «Лабиринт», «Пещера подземных охотников», «Чаньвинская пещера», «Пещера тайн».
Воды реки используются с рекреационными и хозяйственными целями.

## Притоки (км от устья)
Основные притоки:
- река Гаревая (пр)
- 7,3 км: река Степановка (лв)
- река Исанка (лв)
- 18 км: река Берёзовка (пр)
- 21 км: река Ветос (лв)
- 25 км: река Копюшка (лв)
- 28 км: река Сырая Скопкартная (пр)
- река Костанок (лв)
- 36 км: река Анюша (пр)
- 42 км: река Коспаш (лв)

В реку впадает 29 притоков длиной менее 10 км.

## Данные водного реестра
По данным государственного водного реестра России относится к Камскому бассейновому округу, водохозяйственный участок реки — Кама от города Березники до Камского гидроузла, без реки Косьва (от истока до Широковского гидроузла), Чусовая и Сылва, речной подбассейн реки — бассейны притоков Камы до впадения Белой. Речной бассейн реки — Кама.
Код объекта в государственном водном реестре — 10010100912111100007178.